# Dreiband-Weltmeisterschaft für Nationalmannschaften 2008

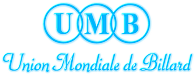
Logo UMB (ausrichtender Verband)

Veranstaltungsort: Viersen

Die Dreiband-Weltmeisterschaft für Nationalmannschaften 2008 war die 22. Auflage dieses Turniers, das seit 1981 in der Regel jährlich in der Billardvariante Dreiband ausgetragen wird. Sie fand vom 14. bis zum 17. Februar 2008 in Viersen statt, das seit 1990 fester WM-Austragungsort ist.

## Spielmodus
Gespielt wurde in Viersen auf vier Match-Billards. Jedes Team bestand aus zwei Spielern. Die besten acht Nationen der Weltrangliste waren gesetzt und kamen direkt in die Hauptrunde. Die elf anderen Nationen plus das 2. Team des Titelverteidigers Schweden traten in der Vorrunde in Dreiergruppen gegeneinander an. Die Gruppenersten kamen weiter, in die Hauptrunde.
Es wurde im Satzsystem auf Punkte gespielt – in der Gruppenphase „Best of 3“ in Gruppen à drei Teams, ab dem Viertelfinals „Best of 5“. Seit 2004 wird kein Platz 3 mehr ausgespielt. Es gab also 2 Bronzemedaillen. Die Shot clock stand auf 40 Sekunden, mit der Möglichkeit für jeden Spieler ein Time-out je Spiel von ebenfalls 40 Sekunden zu nehmen.
Bei Punktegleichstand wird wie folgt gewertet:
1. Matchpunkte (MP)
2. Satzverhältnis (SV)
3. Mannschafts-Generaldurchschnitt (MGD)

## Teilnehmer
| Nation       | Gruppe | Spieler 1            | Spieler 2              |
| ------------ | ------ | -------------------- | ---------------------- |
| Ägypten      | C      | Ihab el Messery      | Hesham Saad            |
| Belgien      | H      | Eddy Leppens         | Francis Forton         |
| Dänemark     | G      | Dion Nelin           | Tonny Carlsen          |
| Deutschland  | H      | Christian Rudolph    | Martin Horn            |
| Frankreich   | C      | Jérémy Bury          | Jean-Christophe Roux   |
| Griechenland | A      | Filipos Kasidokostas | Nikos Polychronopoulos |
| Japan        | E      | Takao Miyashita      | Mitsuru Obara          |
| Südkorea     | D      | Kim Kyung-roul       | Choi Sung-won          |
| Luxemburg    | C      | Ramon Hamm           | Brice Brière           |
| Montenegro   | D      | Danilo Brajovic      | Milan Nedovic          |
| Niederlande  | E      | Dick Jaspers         | Raimond Burgman        |
| Österreich   | B      | Andreas Efler        | Andreas Horvath        |
| Portugal     | D      | Rui-Manuel Costa     | Vasco Gomes            |
| Schweden A   | G      | Torbjörn Blomdahl    | Michael Nilsson        |
| Schweden B   | A      | Nalle Ohlsson        | Björn Lohmander        |
| Schweiz      | B      | René Hendriksen      | Torsten Danielsson     |
| Spanien      | F      | Daniel Sánchez       | Ricardo Garcia         |
| Tschechien   | A      | Martin Bohac         | Vlastislav Tautermann  |
| Türkei       | F      | Lütfi Çenet          | Ismail Yasin           |
| Vietnam      | B      | Dương Anh Vũ         | Tran Chi Tranh         |

## Gruppenphase
Die Gruppenersten zogen in die Hauptrunde weiter.

### Vorrunde

#### Gruppe A
| Platz | Nation       | Sp. | G-U-V | MP  | SV  | MGD   | BEMD  |
| ----- | ------------ | --- | ----- | --- | --- | ----- | ----- |
| 1     | Griechenland | 2   | 1-1-0 | 3:1 | 7:2 | 1,245 | 1,428 |
| 2     | Tschechien   | 2   | 0-2-0 | 2:2 | 4:6 | 0,750 | 0,983 |
| 3     | Schweden B   | 2   | 0-1-1 | 1:3 | 3:6 | 0,816 | 0,741 |

| Datum                   | Nation 1     | MGD   | MP  | SV  | MGD   | Nation 2     |
| ----------------------- | ------------ | ----- | --- | --- | ----- | ------------ |
| 14. Februar 2008 12:00h | Schweden B   | 0,741 | 1:1 | 3:2 | 0,588 | Tschechien   |
| 14. Februar 2008 16:00h | Tschechien   | 0,983 | 1:1 | 2:3 | 1,116 | Griechenland |
| 14. Februar 2008 20:00h | Griechenland | 1,428 | 2:0 | 4:0 | 0,975 | Schweden B   |

#### Gruppe B
| Platz | Nation     | Sp. | G-U-V | MP  | SV  | MGD   | BEMD  |
| ----- | ---------- | --- | ----- | --- | --- | ----- | ----- |
| 1     | Vietnam    | 2   | 1-1-0 | 3:1 | 6:4 | 0,969 | 1,200 |
| 2     | Österreich | 2   | 0-2-0 | 2:2 | 5:4 | 1,155 | 1,215 |
| 3     | Schweiz    | 2   | 0-1-1 | 1:3 | 3:6 | 0,671 | 0,923 |

| Datum                   | Nation 1   | MGD   | MP  | SV  | MGD   | Nation 2   |
| ----------------------- | ---------- | ----- | --- | --- | ----- | ---------- |
| 14. Februar 2008 12:00h | Vietnam    | 0,827 | 2:0 | 4:1 | 0,506 | Schweiz    |
| 14. Februar 2008 16:00h | Schweiz    | 0,923 | 1:1 | 2:2 | 1,096 | Österreich |
| 14. Februar 2008 20:00h | Österreich | 1,215 | 1:1 | 3:2 | 1,200 | Vietnam    |

#### Gruppe C
| Platz | Nation     | Sp. | G-U-V | MP  | SV  | MGD   | BEMD  |
| ----- | ---------- | --- | ----- | --- | --- | ----- | ----- |
| 1     | Frankreich | 2   | 1-1-0 | 3:1 | 7:2 | 1,247 | 1,463 |
| 2     | Ägypten    | 2   | 1-1-0 | 3:1 | 6:3 | 0,947 | 1,100 |
| 3     | Luxemburg  | 2   | 0-0-2 | 0:4 | 0:8 | 0,545 | -     |

| Datum                   | Nation 1   | MGD   | MP  | SV  | MGD   | Nation 2   |
| ----------------------- | ---------- | ----- | --- | --- | ----- | ---------- |
| 14. Februar 2008 14:00h | Ägypten    | 0,821 | 2:0 | 4:0 | 0,408 | Luxemburg  |
| 14. Februar 2008 18:00h | Luxemburg  | 0,794 | 0:2 | 0:4 | 1,463 | Frankreich |
| 15. Februar 2008 11:00h | Frankreich | 1,100 | 1:1 | 3:2 | 1,100 | Ägypten    |

#### Gruppe D
| Platz | Nation     | Sp. | G-U-V | MP  | SV  | MGD   | BEMD  |
| ----- | ---------- | --- | ----- | --- | --- | ----- | ----- |
| 1     | Südkorea   | 2   | 1-1-0 | 3:1 | 7:2 | 1,530 | 1,714 |
| 2     | Portugal   | 2   | 1-1-0 | 3:1 | 6:3 | 0,908 | 1,065 |
| 3     | Montenegro | 2   | 0-0-2 | 0:4 | 0:8 | 0,528 | -     |

| Datum                   | Nation 1   | MGD   | MP  | SV  | MGD   | Nation 2   |
| ----------------------- | ---------- | ----- | --- | --- | ----- | ---------- |
| 14. Februar 2008 14:00h | Südkorea   | 1,666 | 2:0 | 4:0 | 0,617 | Montenegro |
| 14. Februar 2008 18:00h | Montenegro | 0,486 | 0:2 | 0:4 | 0,810 | Portugal   |
| 15. Februar 2008 11:00h | Portugal   | 1,065 | 1:1 | 2:3 | 1,425 | Südkorea   |

### Hauptrunde
Die beiden Bestplatzierten kommen ins Viertelfinale der Endrunde.

#### Gruppe E
| Platz | Nation      | Sp. | G-U-V | MP  | SV  | MGD   | BEMD  |
| ----- | ----------- | --- | ----- | --- | --- | ----- | ----- |
| 1     | Niederlande | 2   | 2-0-0 | 4:0 | 8:1 | 1,662 | 1,714 |
| 2     | Südkorea    | 2   | 0-1-1 | 1:3 | 3:6 | 1,387 | 1,468 |
| 3     | Japan       | 2   | 0-1-1 | 1:3 | 3:7 | 1,067 | 0,934 |

| Datum                   | Nation 1    | MGD   | MP  | SV  | MGD   | Nation 2    |
| ----------------------- | ----------- | ----- | --- | --- | ----- | ----------- |
| 15. Februar 2008 13:30h | Japan       | 0,934 | 1:1 | 2:3 | 1,468 | Südkorea    |
| 15. Februar 2008 18:30h | Südkorea    | 1,272 | 0:2 | 0:4 | 1,714 | Niederlande |
| 16. Februar 2008 11:00h | Niederlande | 1,622 | 2:0 | 4:1 | 1,209 | Japan       |

#### Gruppe F
| Platz | Nation     | Sp. | G-U-V | MP  | SV  | MGD   | BEMD  |
| ----- | ---------- | --- | ----- | --- | --- | ----- | ----- |
| 1     | Frankreich | 2   | 1-1-0 | 3:1 | 7:4 | 1,280 | 1,302 |
| 2     | Spanien    | 2   | 0-2-0 | 2:2 | 5:6 | 1,318 | 1,476 |
| 3     | Türkei     | 2   | 0-1-1 | 1:3 | 4:6 | 1,205 | 1,297 |

| Datum                   | Nation 1   | MGD   | MP  | SV  | MGD   | Nation 2   |
| ----------------------- | ---------- | ----- | --- | --- | ----- | ---------- |
| 15. Februar 2008 13:30h | Spanien    | 1,476 | 1:1 | 3:3 | 1,302 | Frankreich |
| 15. Februar 2008 18:30h | Türkei     | 1,297 | 1:1 | 3:2 | 1,173 | Spanien    |
| 16. Februar 2008 11:00h | Frankreich | 1,263 | 2:0 | 4:1 | 1,127 | Türkei     |

#### Gruppe G
| Platz | Nation       | Sp. | G-U-V | MP  | SV  | MGD   | BEMD  |
| ----- | ------------ | --- | ----- | --- | --- | ----- | ----- |
| 1     | Schweden A   | 2   | 2-0-0 | 4:0 | 8:1 | 1,500 | 1,578 |
| 2     | Griechenland | 2   | 0-1-1 | 1:3 | 3:6 | 1,211 | 1,300 |
| 3     | Dänemark     | 2   | 0-1-1 | 1:3 | 2:6 | 1,039 | 1,275 |

| Datum                   | Nation 1     | MGD   | MP  | SV  | MGD   | Nation 2     |
| ----------------------- | ------------ | ----- | --- | --- | ----- | ------------ |
| 15. Februar 2008 13:30h | Dänemark     | 1,275 | 1:1 | 2:2 | 1,300 | Griechenland |
| 15. Februar 2008 18:30h | Griechenland | 1,133 | 0:2 | 1:4 | 1,434 | Schweden A   |
| 16. Februar 2008 11:00h | Dänemark     | 0,777 | 0:2 | 0:4 | 1,578 | Schweden A   |

#### Gruppe H
| Platz | Nation      | Sp. | G-U-V | MP  | SV  | MGD   | BEMD  |
| ----- | ----------- | --- | ----- | --- | --- | ----- | ----- |
| 1     | Deutschland | 2   | 1-1-0 | 3:1 | 7:3 | 1,619 | 2,117 |
| 2     | Belgien     | 2   | 1-1-0 | 3:1 | 6:4 | 1,145 | 1,220 |
| 3     | Vietnam     | 2   | 0-0-2 | 0:4 | 2:8 | 0,988 | -     |

| Datum                   | Nation 1    | MGD   | MP  | SV  | MGD   | Nation 2    |
| ----------------------- | ----------- | ----- | --- | --- | ----- | ----------- |
| 15. Februar 2008 16:00h | Belgien     | 1,083 | 2:0 | 4:1 | 0,931 | Vietnam     |
| 15. Februar 2008 21:00h | Deutschland | 1,280 | 1:1 | 3:2 | 1,220 | Belgien     |
| 16. Februar 2008 13:30h | Vietnam     | 1,093 | 0:2 | 1:4 | 2,117 | Deutschland |

## Finalrunde
|  | Viertelfinale Best of 5 | Viertelfinale Best of 5 |               |               | Halbfinale Best of 5 | Halbfinale Best of 5 |  |  | Finale Best of 5 | Finale Best of 5 |
|  |                         |                         |               |               |                      |                      |  |  |                  |                  |
|  | Niederlande             | 2:0/4:2/1,739           |               |               |                      |                      |  |  |                  |                  |
|  | Griechenland            | 0:2/2:4/1,090           |               |               |                      |                      |  |  |                  |                  |
|  | Griechenland            | 0:2/2:4/1,090           | Niederlande   | 1:1/5:4/1,611 |                      |                      |  |  |                  |                  |
|  |                         |                         | Niederlande   | 1:1/5:4/1,611 |                      |                      |  |  |                  |                  |
|  |                         | Spanien                 | 1:1/4:5/1,549 |               |                      |                      |  |  |                  |                  |
|  | Deutschland             | Spanien                 | 1:1/4:5/1,549 | 0:2/4:6/1,192 |                      |                      |  |  |                  |                  |
|  | Deutschland             |                         |               | 0:2/4:6/1,192 |                      |                      |  |  |                  |                  |
|  | Spanien                 | 2:06:4/1,392            |               |               |                      |                      |  |  |                  |                  |
|  |                         |                         | Niederlande   | 0:2/4:6/1,400 |                      |                      |  |  |                  |                  |
|  |                         | Schweden A              | 2:0/6:4/1,577 |               |                      |                      |  |  |                  |                  |
|  | Frankreich              | 0:2/2:6/1,389           |               |               |                      |                      |  |  |                  |                  |
|  | Südkorea                | 2:06:2/1,622            |               |               |                      |                      |  |  |                  |                  |
|  | Südkorea                | 2:06:2/1,622            | Südkorea      | 1:1/5:5/1,850 |                      |                      |  |  |                  |                  |
|  |                         |                         | Südkorea      | 1:1/5:5/1,850 |                      |                      |  |  |                  |                  |
|  |                         | Schweden A              | 1:1/5:5/1,893 |               |                      |                      |  |  |                  |                  |
|  | Schweden A              | Schweden A              | 1:1/5:5/1,893 | 2:0/6:4/1,735 |                      |                      |  |  |                  |                  |
|  | Schweden A              |                         |               | 2:0/6:4/1,735 |                      |                      |  |  |                  |                  |
|  | Belgien                 | 0:2/4:6/1,636           |               |               |                      |                      |  |  |                  |                  |

## Abschlusstabelle
| MP    | Match Punkte (Sieger = 2; Unentschieden = 1; Verlierer = 0) |
| SV    | Satzverhältnis (nur bei Turnieren im Satzsystem)            |
| Pkte. | Erzielte Karambolagen                                       |
| Aufn. | benötigte Aufnahmen                                         |
| GD    | Generaldurchschnitt                                         |
| MGD   | Mannschafts-Generaldurchschnitt                             |
| BED   | Bester Einzeldurchschnitt eines Spielers                    |
| BEMD  | Bester Einzeldurchschnitt einer Mannschaft                  |
| BSD   | Bester Satzdurchschnitt eines Spielers                      |
| HS    | Höchstserie                                                 |
| WRP   | Weltranglistenpunkte                                        |

| Phase           | Platz | Nation       | Sp. | G-U-V | MP   | PP  | SV    | Pkt. | Aufn. | MGD   | BEMD  | HS |
| --------------- | ----- | ------------ | --- | ----- | ---- | --- | ----- | ---- | ----- | ----- | ----- | -- |
| Finale          | 1     | Schweden A   | 5   | 5-0-0 | 10:0 | 9:1 | 25:14 | 481  | 289   | 1,664 | 1,893 | 15 |
| Finale          | 2     | Niederlande  | 5   | 4-0-1 | 8:2  | 7:3 | 21:13 | 427  | 268   | 1,593 | 1,739 | 10 |
| Halb- finale    | 3     | Spanien      | 4   | 1-2-1 | 4:4  | 5:3 | 15:15 | 336  | 238   | 1,411 | 1,549 | 12 |
| Halb- finale    | 3     | Südkorea     | 6   | 2-2-2 | 6:6  | 7:5 | 21:15 | 461  | 290   | 1,589 | 1,850 | 9  |
| Viertel- finale | 5     | Belgien      | 3   | 1-1-1 | 3:3  | 3:3 | 10:10 | 234  | 175   | 1,337 | 1,220 | 11 |
| Viertel- finale | 6     | Deutschland  | 3   | 1-1-1 | 3:3  | 3:3 | 11:9  | 229  | 162   | 1,413 | 2,117 | 9  |
| Viertel- finale | 7     | Griechenland | 5   | 1-2-2 | 4:6  | 4:6 | 12:12 | 278  | 231   | 1,203 | 1,428 | 7  |
| Viertel- finale | 8     | Frankreich   | 5   | 2-2-1 | 6:4  | 6:4 | 16:12 | 336  | 260   | 1,292 | 1,463 | 10 |
| Achtel- finale  | 9     | Türkei       | 2   | 0-1-1 | 1:3  | 1:3 | 4:6   | 123  | 102   | 1,205 | 1,297 | 9  |
| Achtel- finale  | 10    | Japan        | 2   | 0-1-1 | 1:3  | 1:3 | 3:7   | 95   | 89    | 1,067 | 0,934 | 8  |
| Achtel- finale  | 11    | Dänemark     | 2   | 0-1-1 | 1:3  | 1:3 | 2:6   | 79   | 76    | 1,039 | 1,275 | 6  |
| Achtel- finale  | 12    | Vietnam      | 4   | 1-1-2 | 3:5  | 3:5 | 8:12  | 216  | 221   | 0,977 | 1,200 | 8  |
| Achtel- finale  | 13    | Ägypten      | 2   | 1-1-0 | 3:1  | 3:1 | 6:3   | 126  | 133   | 0,947 | 1,100 | 6  |
| Achtel- finale  | 14    | Portugal     | 2   | 1-1-0 | 3:1  | 3:1 | 6:3   | 109  | 120   | 0,980 | 1,065 | 12 |
| Achtel- finale  | 15    | Österreich   | 2   | 0-2-0 | 2:2  | 2:2 | 5:4   | 119  | 103   | 1,155 | 1,215 | 9  |
| Achtel- finale  | 16    | Tschechien   | 2   | 0-2-0 | 2:2  | 2:2 | 4:6   | 108  | 144   | 0,750 | 0,983 | 6  |
| Gruppen- phase  | 17    | Schweden B   | 2   | 0-1-1 | 1:3  | 1:3 | 3:6   | 102  | 125   | 0,816 | 0,741 | 8  |
| Gruppen- phase  | 18    | Schweiz      | 2   | 0-1-1 | 1:3  | 1:3 | 3:6   | 88   | 131   | 0,671 | 0,923 | 6  |
| Gruppen- phase  | 19    | Luxemburg    | 2   | 0-0-2 | 0:4  | 0:4 | 0:8   | 60   | 110   | 0,545 | –     | 8  |
| Gruppen- phase  | 20    | Montenegro   | 2   | 0-0-2 | 0:4  | 0:4 | 0:8   | 5    | 106   | 0,258 | –     | 5  |